# Menestio di Spercheo
Menestio di Spercheo, Μενέσθιος, figura mitica dell'Iliade, era un guerriero di parte achea, mirmidone. Menestio era figlio del fiume Spercheo, Σπερχειός, e di Polidora, Πολυδώρη, sorella di Achille e figlia di Peleo.
Compagno e nipote di Achille, era stato messo da lui a capo di una squadra di navi nella guerra contro Troia.
(Omero, Iliade, 173-174, trad. G. Cerri.)

## Pareri secondari
Vi sono altre tradizioni riguardante il padre di Menestio, allievo di Achille: una voleva che fosse lo stesso Peleo e quindi fratello del pelide, un'altra voleva che fosse Boro, figlio di Periere. 

In ogni caso era solo il padre umano e non quello divino, o secondo la mitologia più classica la moglie aveva avuto in tal caso un rapporto fuori dal matrimonio, tradendo il marito. 

Spesso in tali casi il padre “umano” cresceva il figlio con la convinzione che fosse il proprio figlio.

### Fonti
- Omero, Iliade VII 9, XVI 173
- Pseudo-Apollodoro, Libro III, 13, 4
- Raffaele Cantarella. La letteratura greca classica. Milano, BUR, 2002. ISBN 8817112518.
- Omero, trad., G. Cerri, Iliade. Milano, BUR, 1966.
- AA VV, Letteratura greca della Cambridge University. Milano, Mondadori, 2007.